# 卒業 (長渕剛の曲)
「卒業」（そつぎょう）は、日本のミュージシャンである長渕剛の40枚目のシングル。

## 解説
- 長渕剛のシングル作品としては、「太陽の船」から約2年半ぶりで、ナユタウェイヴ レコーズ （ユニバーサルミュージック）に移籍後、初のシングル。
- 2009年1月4日、NHKで放送した『課外授業〜ようこそ先輩〜』で長渕剛が訪れた、母校である鹿児島県立鹿児島南高校の情報処理科3年7組を訪れ、39名の生徒が書き上げた想いを基に1つの詞にまとめた作品である。39名の中には、当時同校に在籍していた2020年東京オリンピック柔道女子78㎏級金メダリストの濵田尚里がいる[1]。

## 収録曲
- 全曲、作曲・編曲：長渕剛

1. 卒業
  - 作詞：長渕剛、県立鹿児島南高校 3年7組情報処理科
2. 泣き虫
  - 作詞：長渕剛
3. 卒業 (Instrumental)